# Мания величия
«Ма́ния вели́чия» (укр. Ма́нія ве́личі) — дебютний музичний альбом гурту «Ария». Єдиний альбом гурту, включений в зведення «100 магнітоальбомів радянського року» Олександра Кушніра.

## Історія створення
Альбом був записаний наприкінці 1985 року та випущений на магнітній касеті. Альбом записаний з одним гітаристом — Володимиром Холстініним — та з Кирилом Покровським як бек-вокалістом.
В альбом не ввійшла пісня Віктора Векштейна «Вулкан», що є римейком пісні гурту Rainbow. Останнім часом «Вулкан» є рідкісним колекційним треком.
Реставрований в 1993 році Євгеном Трушиним та виданий на CD в 1994.
Коли постало питання про отримання групою офіційної назви «Ария», Векштейн заявив, що текст пісні «Тореро» є віршем Федеріко Гарсії Лорки.
Пісня «Волонтёр» має складну та загадкову структуру. Початок являє собою атмосферний потік звуку, що нагадує стиль ембієнт. Сама пісня, в записі вокалу якої, крім Кіпєлова, брали участь Кирило Покровський та Володимир Холстінін, триває 5 хвилин, а на решту часу доводиться також «ємбіентна» кінцівка — чути завивання вітру та дзвінкий монотонний звук. На останній хвилині пісні можна почути голоси, що вимовляють щось нерозбірливе.
Інструментал «Мания величия» відомий тим, що майже жоден концерт «Арии» не обходиться без нього. В кінці концерту під цю композицію «Ария» в повному складі завжди «виходить на уклін». Окрім того, в записі композиції брали участь знайомі музикантів з Гнесинського училища.
У 2001–2002 роках проходив тур «Классическая Ария» з симфонічним оркестром, на якому виконувалася «увертюра», що складається з пісень «Манія величі», «Осколок льда», «Тореро», «Штиль» та «Потерянный рай». 2010 року відеонарізкою під цю композицію, яка отримала назву «Классическая Ария» відкривалися ювілейні концерти.
Після виходу Кіпєлова з гурту деякі пісні («Тореро», «Мечты») виконуються його гуртом. У складі з Артуром Беркутом час від часу в концерти включалася пісня «Волонтёр», також її виконали з Михайлом Житняковим в 2012 році.

## Цікаві факти
Пісня «Тореро» була використана у фільмі «Дорога Олена Сергіївна». Самі учасники гурту дізналися про це, вже подивившись фільм, автори пісні ніде у фільмі не згадуються. Валерій Кіпєлов сказав, що група не заохочувала насильства (малася на увазі сцена, де використана пісня), а кориду вони розглядають, як мистецтво.
Пісня «Жизнь задаром» ніколи не виконувалася на концертах.
10.04.2011 Дмитро, Москва:Скажіть, невже за всі 25 з половиною років пісня «Жизнь задаром» так ні разу й не була виконана на жодному концерті? Якщо все-таки була, то киньте, будь ласка, посилання, якщо вам не важко. 
Володимир Холстінін: Дійсно, жодного разу не виконували цю пісню.— Інтерактив з Володимиром Холстініним на Офіційному сайті гурту 

## Список композицій
| #  | Назва                          | Автор слів | Автор музики                                 | Тривалість |
| -- | ------------------------------ | ---------- | -------------------------------------------- | ---------- |
| 1. | «Это рок»                      | А. Єлін    | В. Холстінін, А. Грановський                 | 5:54       |
| 2. | «Тореро»                       | М. Пушкіна | А. Грановський                               | 5:29       |
| 3. | «Волонтёр»                     | А. Елін    | В. Холстінін, А. Грановський                 | 8:24       |
| 4. | «Бивни чёрных скал»            | А. Єлін    | А. Грановський                               | 4:51       |
| 5. | «Мания величия» (інструментал) |            | К. Покровський                               | 1:49       |
| 6. | «Жизнь задаром»                | А. Єлін    | А. Грановський                               | 4:19       |
| 7. | «Мечты»                        | А. Єлін    | В. Кіпєлов                                   | 5:16       |
| 8. | «Позади Америка»               | А. Єлін    | В. Холстінін, А. Грановський, К. Покровський | 5:14       |

## Склад
- Валерій Кіпєлов - вокал.
- Володимир Холстінін - гітара, вокал (3).
- Алік Грановський - бас-гітара.
- Кирило Покровський - клавішні, бек-вокал, вокал (3).
- Олександр Львов - ударні.